# Phytomyza phillyreae
Phytomyza phillyreae är en tvåvingeart som beskrevs av Erich Martin Hering 1930. Phytomyza phillyreae ingår i släktet Phytomyza och familjen minerarflugor. Inga underarter finns listade i Catalogue of Life.